# ハリー・ダティナー
ハリー・ダティナー（Harry Datyner, 1923年2月4日 - 1992年3月23日）は、スイスのピアノ奏者。
ラ・ショー＝ド＝フォンの生まれ。マルグリット・ロンとエトヴィン・フィッシャーにピアノを師事。1944年ジュネーヴ国際音楽コンクールのピアノ部門で優勝した。その後、演奏活動の傍らでジュネーヴ音楽院で教育活動にも従事した。
フリブールにて交通事故死。